# Protanyderus vipio
Protanyderus vipio is een muggensoort uit de familie van de Tanyderidae. De wetenschappelijke naam van de soort is voor het eerst geldig gepubliceerd in 1877 door Osten Sacken.